# La donna del ritratto
La donna del ritratto (The Woman in the Window) è un film del 1944 diretto da Fritz Lang.

## Trama
Il professore di criminologia Richard Wanley rimane solo in città dopo aver accompagnato alla stazione moglie e figli in partenza per le vacanze. Mentre si reca al club per una serata con gli amici, vede in una vetrina il ritratto di una donna affascinante.
Quando esce dal club si ferma di nuovo a contemplare il ritratto. Inaspettatamente sul vetro della vetrina si materializza l'immagine della donna. Ella ha nome Alice, scambia qualche battuta con Wanley e lo invita a casa propria, con la scusa di mostrargli i disegni relativi al ritratto.
Ma l'incontro galante è bruscamente interrotto dalla visita dell'amante della donna, Mazard, un ricco uomo d'affari. Costui, geloso e adirato, si getta contro Wanley che, afferrate istintivamente e per legittima difesa un paio di forbici fornite da Alice, uccide l'aggressore. Il suo primo impulso è quello di chiamare la polizia e denunciare l'accaduto, ma riflettendo sulle conseguenze sociali dell'apparire pubblicamente implicato in un assassinio, cambia proposito. Presa l'auto, si reca fuori città e si libera del cadavere gettandolo in un bosco.
Un boy scout ritrova il corpo e iniziano le indagini. Se ne occupa il procuratore Frank Lalor, uno degli amici del club, che non perde occasione per raccontare i dettagli dell'inchiesta agli astanti, tra cui il goffo Wanley che più volte è sul punto di tradirsi. Un ricattatore, Heidt, che stava pedinando l'uomo ucciso, si presenta da Alice e la minaccia di rivelare quanto sa alla polizia se non gli viene versata una grossa somma di denaro.
Alice e Wanley decidono di liberarsi anche di Heidt, ma il tentativo non riesce e Wanley, il quale non sembra avere più alcuna via di scampo, decide di togliersi la vita con la stessa sostanza che avevano tentato di somministrare al ricattatore. Pochi minuti dopo, in uno scontro a fuoco con alcuni agenti, Heidt rimane ucciso e gli indizi che gli investigatori gli trovano addosso li convincono che l'assassino di Mazard sia proprio lui. Frattanto, Wanley si accascia sulla sua poltrona.
Wanley si sveglia nella poltrona del club con in grembo il Cantico dei Cantici, il libro che stava leggendo. Tutto quello che ha vissuto così intensamente non è stato altro che un sogno. Attorno a sé riconosce i volti dei protagonisti della sua storia nelle persone che frequentano il circolo. Uscito in strada, una donna gli si avvicina per chiedergli un fiammifero: spaventato le rifiuta il piacere e fugge via.

## Produzione
Il film fu prodotto dalla Christie Corporation e dalla International Pictures.

### Soggetto
Il soggetto è tratto dal romanzo Once Off Guard di J. H. Wallis: il libro conteneva un finale tragico che Lang non ritenne di riprendere.

### Sceneggiatura
Il film fu sceneggiato da Nunnally Johnson, che con questa sceneggiatura iniziò la sua collaborazione con la International Pictures Inc da lui stesso fondata. Anch'egli non era inizialmente disposto ad accettare il finale voluto da Lang, ma il regista riuscì a convincerlo: racconta come superò la propria riluttanza in una lettera inviata a Pierre Rissient, datata 23 gennaio 1969.

### Riprese
Le riprese furono effettuate dall'11 aprile al 9 giugno 1944.

### Distribuzione
Il film fu distribuito dalla RKO Radio Pictures.

### Prima
Il film uscì nelle sale cinematografiche USA il 10 ottobre 1944 con il titolo originale The Woman in the Window.

## Accoglienza
Il film ebbe successo di critica e di pubblico.
«...in questo vecchio professore in pantofole è ciascuno di noi che è rappresentato. Il realismo non fa che accentuare l'identificazione con il protagonista e spiega il successo ottenuto presso la critica, il solo di cui Lang potesse vantarsi nel terzo periodo della sua carriera, insieme a quello più limitato di Anche i boia muoiono».

## Critica
(Georges Sadoul)
(Claude Beylie)
(Paolo Mereghetti)

## Temi
- Temi del film noir:
  - la dark lady: "...Lei indossa un abito scuro con lustrini e fuma da un lungo bocchino, mentre l'ala nera che decora il cappello scende a coprire il lato destro del viso. La bruna signora scaturita dalle tenebre - disponibile, accogliente - è soltanto uno dei mascheramenti dell'eterno giardiniere di pietra, la morte. La femme fatale, o dark lady nella tradizione anglosassone, si rivela infatti remota, quasi asessuata, e Richard non riesce ad averla, difficile persino toccarla." (Stefano Socci)[7]
  - l'atmosfera notturna metropolitana fatta di bar, locali notturni, strade e stazioni di servizio, spazi oscuri e claustrofobici. (Marco Settimini)
  - Il delitto e le indagini.
- Temi psicanalitici: 
  - il film è un'indagine sul mondo onirico, sul mondo dei desideri e dei sogni. Il sogno del protagonista dà vita al fantasma immaginario, all'oggetto del desiderio: "All'interno della struttura di un film poliziesco, sotto la quale scorre un'insostenibile angoscia, Fritz Lang si concede una passeggiata da curioso nell'inconscio di un professore convinto dell'infallibilità delle proprie teorie." (Henry Chapier)[8]
  - sdoppiamento tra realtà e apparenza.
  - labilità del confine tra bene e male, veglia e sonno, innocenza e colpevolezza.
  - la W di Wanley è la M rovesciata del mostro di Düsseldorf: ritorna il tema del doppio, della parte in ombra, del male nascosto.[9]
- Temi tipici di Lang
  - Tema della colpa, della giustizia, del destino, del crimine.

## Caratteri del racconto cinematografico
Il film è raccontato con una narrazione minuziosamente realistica, ma si sviluppa con un andamento potentemente onirico:
- Il rigore della messa in scena conferisce verosimiglianza e realismo al racconto e ogni elemento della scenografia contribuisce a giocare fra sogno e realtà. Per i conoscitori di Lang l'immagine allo specchio svolge un ruolo chiave fin dai primi film. Riflessi sul vetro, immagini dipinte, fotogrammi: l'invisibile diventa visibile.
- Lo spettatore è proiettato in un'inchiesta giudiziaria non per scoprire il responsabile di un assassinio, una verità che gli è nota, ma le tracce rimaste nell'ombra, lasciate inconsapevolmente, che vanno a tradirne la colpevolezza: le impronte degli pneumatici nel fango, l'escoriazione alla mano, i fili di lana della giacca. La macchina da presa e la fotografia sono i potenti mezzi di rivelazione della colpa commessa.

## Sequenze esemplari
La sequenza "della vetrina" (la galleria d'arte dov'è esposto il ritratto della donna) è un momento cruciale: la stessa sequenza viene presentata per ben tre volte nel corso del film, appena leggermente variata.
Densa di significati espliciti e impliciti e di grande vigore formale, rappresenta uno dei rari momenti della storia del cinema in cui i rapporti fra percezione e immaginazione vengono rappresentati con estrema chiarezza. Come si deduce già dal titolo, il film è un compendio di superfici vitree e rivelatrici di riflessi ingannevoli. 
È una riflessione sulla natura illusoria del cinema e la sua controversa costruzione della realtà con la macchina da presa.
La sequenza racconta il ruolo dell'arte che è quello di dare realtà ai sogni: la pittura e il cinema danno vita ai desideri profondi, ai fantasmi dell'inconscio. 
La condizione allucinatoria è condivisa dal protagonista e dallo spettatore: è il professore a essere ingannato insieme allo spettatore, testimone e alter ego silenzioso.
In un interessante saggio, Il riflesso, la lacrima, il nero, lo studioso di cinema Paolo Bertetto, che al regista ha dedicato importanti lavori, afferma, a proposito di questa sequenza: "...è il ritratto dipinto che produce sia l'immagine riflessa sul vetro che la donna-modello-fittizio". E ancora: "... non solo il ritratto non ha bisogno del modello, ma il ritratto crea l'immagine somigliante, impersonificata in una donna e lo fa attraverso la mediazione del vetro, del doppio differenziale nel vetro. Ne La donna del ritratto il manufatto dipinto crea l'immagine e il corpo illusivo dell'attore in un meccanismo di passaggio invertito dalla copia al presunto modello, che dimostra invero che nel cinema in definitiva non esistono più né copia né modello in senso tradizionale, ma solo simulacri di vario tipo".